# AEG C.VI
L'AEG C.VI est un avion de reconnaissance de l'armée allemande développé en 1916. Il s'agissait d'une variante de l'AEG C.IV remotorisé avec un moteur Benz Bz IV (en). Il ne fut construit qu'à deux exemplaires. 